# Michael Rooker
Michael Rooker (Jasper (Alabama), 6 april 1955) is een Amerikaans acteur. Hij debuteerde 1986 op het witte doek door seriemoordenaar Henry Lee Lucas te spelen in Henry: Portrait of a Serial Killer. Hiervoor werd hij genomineerd voor een Film Independent Spirit Award en won hij daadwerkelijk de prijs voor beste acteur op zowel het Seattle International Film Festival als het Portugese filmfestival Fantasporto. Rooker wordt doorgaans gecast als conservatieve rauwdouwer, hoewel dat de ene keer als actieheld is (Skeleton Man) en de andere keer als crimineel (Whisper), sportman (Days of Thunder) of vader die in zijn ogen ongeschikte jongens bij zijn dochter weg wil houden (Mallrats).
Rooker speelde sinds zijn debuut in 1986 rollen in meer dan vijftig films, meer dan zestig inclusief die in televisiefilms. Hij speelde daarnaast wederkerende personages in de televisieseries Thief (vijf afleveringen), Meteor (twee afleveringen) en The Walking Dead. Hij had eenmalige gastrollen in ruim twintig andere series, zoals The Outer Limits, Stargate SG-1, CSI: Miami, Las Vegas, Numb3rs, JAG, Crossing Jordan, Law & Order, Shark, Chuck en Criminal Minds.

## Filmografie

### Films
*Exclusief 5+ televisiefilms
| - Superman (2025, stem) - Horizon: An American Saga (2024) - Guardians of the Galaxy Vol. 3 (2023) - The Guardians of the Galaxy Holiday Special (2022, stem in televisiefilm) - Vivo (2021, stem) - The Suicide Squad (2021) - F9 (Fast & Furious 9) (2021) - Love and Monsters (2020) - Brightburn (2019) - Bolden (2019) - Guardians of the Galaxy Vol. 2 (2017) - The Belko Experiment (2016) - Guardians of the Galaxy (2014) - Blood Done Sign My Name (2010) - The Marine 2 (2009) - Freeway Killer (2009) - Penance (2009) - Super Capers (2009) - The Lena Baker Story (2008) - This Man's Life (2008) - Jumper (2008) - Whisper (2007) - Slither (2006) - Lenexa, 1 Mile (2006) - Repo! The Genetic Opera (2006) - Chasing Ghosts (2005) - The Eliminator (2004) - Skeleton Man (2004, televisiefilm) - The Box (2003) - Undisputed (2002) - Replicant (2001) - The 6th Day (2000) | - NewsBreak (2000) - Here on Earth (2000) - Table One (2000) - The Bone Collector (1999) - A Table for One (1999) - Renegade Force (1998) - Brown's Requiem (1998) - Shadow Builder (1998) - The Replacement Killers (1998) - Deceiver (1997) - Keys to Tulsa (1997) - Rosewood (1997) - Meet Wally Sparks (1997) - Song of Hiawatha (1997) - The Trigger Effect (1996) - Bastard Out of Carolina (1996) - Mallrats (1995) - The Hard Truth (1994) - Suspicious (1994) - Tombstone (1993) - Cliffhanger (1993) - The Dark Half (1993) - JFK (1991) - Days of Thunder (1990) - Music Box (1989) - Sea of Love (1989) - Mississippi Burning (1988) - Eight Men Out (1988) - Above the Law (1988) - Retreads (1988) - Rent-a-Cop (1987) - Light of Day (1987) - Henry: Portrait of a Serial Killer (1986) |

### Televisieseries
- The Rookie (2023, Frank Tesca)
- What If...? (2021-2024, stem)
- The Walking Dead (2010-2012, Merle Dixon)
- Creature Commandos (2024, stem)

### Computerspellen
| - The Chronicles of Riddick: Escape from Butcher Bay (2004) - Scarface: The World is Yours (2006) - Call of Duty: Black Ops (2010) - Days of Thunder (2011) - Lollipop Chainsaw (2012) - Call of Duty: Black Ops II (2012) - The Walking Dead: Survival Instinct (2013) |

- Bibsys: 98041973
- Biblioteca Nacional de España: XX1265558
- Bibliothèque nationale de France: cb14029587k (data)
- Gemeinsame Normdatei: 173801994
- International Standard Name Identifier: 0000 0001 1572 7649
- Library of Congress Control Number: nr00006587
- MusicBrainz: 3cebacc1-0eec-47eb-8163-d643bf8ea49e
- Nationale Bibliotheek van Israël: 987008729413105171
- Nederlandse Thesaurus van Auteursnamen: 110984099
- Istituto Centrale per il Catalogo Unico: UBOV573407
- SNAC: w6j3906x
- Système universitaire de documentation: 147473209
- Virtual International Authority File: 64205657
- WorldCat: E39PBJcWyb4q6r9WfhJJXfdmh3